# SA Tennis Open
SA Tennis Open – męski turniej tenisowy zaliczany do cyklu ATP World Tour. Rozgrywany na kortach twardych w południowoafrykańskim Johannesburgu. 
Po raz pierwszy w kalendarzu ATP zawody odbyły się w 1976 roku i z przerwami odbywały się do 1995 roku. W 2009 roku turniej ponownie został uwzględniony w kalendarzu ATP World Tour, a jego zwycięzca w grze pojedynczej został Jo-Wilfried Tsonga. W 2011 roku zawody odbyły się po raz ostatni, a zwyciężył w nich reprezentant gospodarzy Kevin Anderson.

## Mecze finałowe

### gra pojedyncza
| Rok        | Zwycięzca              | Finalista              | Wynik                   |
| 2011       | Kevin Anderson         | Somdev Devvarman       | 4:6, 6:3, 6:2           |
| 2010       | Feliciano López        | Stéphane Robert        | 7:5, 6:1                |
| 2009       | Jo-Wilfried Tsonga     | Jérémy Chardy          | 6:4, 7:6(5)             |
| 1996– 2008 | Turniej nie rozgrywany | Turniej nie rozgrywany | Turniej nie rozgrywany  |
| 1995       | Martin Sinner          | Guillaume Raoux        | 6:1, 6:4                |
| 1994       | Markus Zoecke          | Hendrik Dreekmann      | 6:4, 6:1                |
| 1993       | Aaron Krickstein       | Grant Stafford         | 6:3, 7:6                |
| 1992       | Aaron Krickstein       | Aleksandr Wołkow       | 6:4, 6:4                |
| 1990– 1991 | Turniej nie rozgrywany | Turniej nie rozgrywany | Turniej nie rozgrywany  |
| 1989       | Christo Van Rensburg   | Paul Chamberlin        | 6:4, 7:6, 6:3           |
| 1988       | Jakob Hlasek           | Christo Van Rensburg   | 6:7, 6:4, 6:1, 7:6      |
| 1987       | Pat Cash               | Brad Gilbert           | 7:6, 4:6, 2:6, 6:0, 6:1 |
| 1986       | Amos Mansdorf          | Matt Anger             | 6:3, 3:6, 6:2, 7:5      |
| 1985       | Matt Anger             | Brad Gilbert           | 6:4, 3:6, 6:3, 6:2      |
| 1984       | Eliot Teltscher        | Vitas Gerulaitis       | 6:3, 6:1, 7:6           |
| 1983       | Johan Kriek            | Colin Dowdeswell       | 6:4, 4:6, 1:6, 7:5, 6:3 |
| 1982       | Vitas Gerulaitis       | Guillermo Vilas        | 7:6, 6:2, 4:6, 7:6      |
| 1981       | Vitas Gerulaitis       | Jeff Borowiak          | 6:4, 7:6, 6:1           |
| 1980       | Kim Warwick            | Fritz Buehning         | 6:2, 6:1, 6:2           |
| 1979       | Jose Luis Clerc        | Deon Joubert           | 6:2, 6:1                |
| 1978       | Tim Gullikson          | Harold Solomon         | 2:6, 7:6, 7:6, 6:7, 6:4 |
| 1977       | Turniej nie rozgrywany | Turniej nie rozgrywany | Turniej nie rozgrywany  |
| 1976       | Onny Parun             | Cliff Drysdale         | 7:6, 6:3                |

### gra podwójna
| Rok  | Zwycięzcy                          | Finaliści                  | Wynik              |
| 2011 | James Cerretani Adil Shamasdin     | Scott Lipsky Rajeev Ram    | 6:3, 3:6, 10–7     |
| 2010 | Rohan Bopanna Aisam-ul-Haq Qureshi | Karol Beck Harel Lewi      | 2:6, 6:3, 10–5     |
| 2009 | James Cerretani Dick Norman        | Ashley Fisher Rik de Voest | 6:7(7), 6:2, 14–12 |